# 第8回全日本女子サッカー選手権大会
第8回全日本女子サッカー選手権大会（だい8かいぜんにほんじょしさっかーせんしゅけんたいかい）は、1987年3月26日から3月29日に開催された全日本女子サッカー選手権大会。16チームの参加で3位決定戦を実施した。
読売サッカークラブ女子・ベレーザが出場4大会目で初の決勝進出も清水第八スポーツクラブが勝利して7連覇を達成。木岡二葉（清水第八）が2年連続して最優秀選手を受賞した。3位は高槻女子フットボールクラブが神戸FCレディース（TASAKIペルーレFCの前身）に勝利しての受賞となった。

## 成績
- 優勝：清水第八スポーツクラブ
- 準優勝：読売サッカークラブ女子・ベレーザ
- 第3位：高槻女子フットボールクラブ
- 第4位：神戸FCレディース

## 出場チーム

### 前回優勝
- 清水第八スポーツクラブ

### 北海道地域
- 美香保リーボンズ

### 東北地域
- 宮城広瀬高校クラブ

### 関東地域
- 日産FCレディース（←FCジンナン）
- 茅ヶ崎小和田FCエンゼル
- 読売サッカークラブ女子・ベレーザ
- 天台FC

### 北信越地域
- 富山レディースサッカークラブ

### 東海地域
- 伊賀上野くノ一サッカークラブ
- 楠サッカークラブ

### 関西地域
- 西山高校クラブ
- 神戸FCレディース
- 高槻女子フットボールクラブ

### 中国地域
- 米子コスモス（米子なかよしサッカー教室コスモス）

### 四国地域
- 太田ギャル（太田女子サッカースポーツ少年団）

### 九州地域
- 熊本レディース飽田

## 開催方式

### 試合規定
- 試合時間
  - 1、2回戦、準々決勝、準決勝:60分（30分ハーフ）
  - 決勝:90分（45分ハーフ）
- 規定時間内に決しない場合
  - 1、2回戦、準々決勝:PK戦。
  - 準決勝:20分（10分ハーフ）の延長戦を行い、決しない場合はPK戦。
  - 決勝:20分（10分ハーフ）の延長戦を行い、決しない場合は両チーム優勝。

### 試合会場
1回戦・準々決勝
- 国立西が丘サッカー場
- 国立西が丘運動場

準決勝
- 国立西が丘サッカー場

3位決定戦・決勝
- 国立霞ヶ丘競技場陸上競技場

## 結果

### 1回戦
| 1987年3月26日 10:00 |

| 清水第八スポーツクラブ | 5 - 0 | 宮城広瀬高校クラブ |
|                        |       |                    |

| 国立西が丘サッカー場 |

| 1987年3月26日 11:30 |

| 熊本レディース飽田 | 2 - 1 | 天台FC |
|                    |       |        |

| 国立西が丘サッカー場 |

| 1987年3月26日 13:00 |

| 茅ヶ崎小和田FCエンゼル | 0 - 2 | 楠サッカークラブ |
|                        |       |                  |

| 国立西が丘サッカー場 |

| 1987年3月26日 14:30 |

| 富山レディース | 0 - 4 | 神戸FCレディース |
|                |       |                  |

| 国立西が丘サッカー場 |

| 1987年3月26日 10:00 |

| 日産FCレディース | 9 - 0 | 美香保リーボンズ |
|                  |       |                  |

| 国立西が丘運動場 |

| 1987年3月26日 11:30 |

| 伊賀上野くノ一サッカークラブ | 0 - 3 | 高槻女子フットボールクラブ |
|                              |       |                            |

| 国立西が丘運動場 |

| 1987年3月26日 13:00 |

| 読売サッカークラブ女子・ベレーザ | 9 - 0 | 米子コスモス |
|                                  |       |              |

| 国立西が丘運動場 |

| 1987年3月26日 14:30 |

| 太田ギャル | 1 - 2 | 西山高校クラブ |
|            |       |                |

| 国立西が丘運動場 |

### 準々決勝
| 1987年3月27日 13:00 |

| 清水第八スポーツクラブ | 7 - 0 | 熊本レディース飽田 |
|                        |       |                    |

| 国立西が丘運動場 |

| 1987年3月27日 14:30 |

| 楠サッカークラブ | 0 - 4 | 神戸FCレディース |
|                  |       |                  |

| 国立西が丘運動場 |

| 1987年3月27日 13:00 |

| 日産FCレディース | 1 - 2 | 高槻女子フットボールクラブ |
|                  |       |                            |

| 国立西が丘サッカー場 |

| 1987年3月27日 14:30 |

| 読売サッカークラブ女子・ベレーザ | 3 - 0 | 西山高校クラブ |
|                                  |       |                |

| 国立西が丘サッカー場 |

### 準決勝
| 1987年3月28日 13:00 |

| 清水第八スポーツクラブ | 2 - 0 | 神戸FCレディース |
|                        |       |                  |

| 国立西が丘サッカー場 |

| 1987年3月28日 14:30 |

| 高槻女子フットボールクラブ | 0 - 2 | 読売サッカークラブ女子・ベレーザ |
|                            |       |                                  |

| 国立西が丘サッカー場 |

### 3位決定戦
| 1987年3月29日 12:00 |

| 神戸FCレディース | 0 - 0 | 高槻女子フットボールクラブ |
|                  |       |                            |
|                  | PK戦  |                            |
|                  | 3 - 5 |                            |

| 国立霞ヶ丘陸上競技場 |

### 決勝
| 1987年3月29日 14:00 |

| 清水第八スポーツクラブ | 1 - 0 | 読売サッカークラブ女子・ベレーザ |
|                        |       |                                  |

| 国立霞ヶ丘陸上競技場 |